# Insensibles
Pour plus de détails, voir Fiche technique et Distribution.
Insensibles (Painless) est un film d'horreur franco-espagnol en catalan écrit et réalisé par Juan Carlos Medina, sorti en octobre 2012.

## Synopsis
De la veille de la guerre d'Espagne, où les enfants insensibles à la douleur étaient internés dans un hôpital dans les Pyrénées, au début des années 2010, un neurochirurgien retrouve ses parents biologiques pour les besoins d'une greffe pour survivre à son cancer et va, sans le savoir, faire ressurgir le passé de son pays…

## Fiche technique
- Titre français : Insensibles
- Titre international : Painless
- Réalisation : Juan Carlos Medina
- Scénario : Luiso Berdejo et Juan Carlos Medina
- Direction artistique : Iñigo Navarro
- Décors : Iñigo Navarro
- Costumes : Ariadna Papió
- Photographie : Alejandro Martínez
- Montage : Pedro Ribeiro
- Musique : Johan Söderqvist
- Production : Adolfo Blanco, François Cognard, M.A. Faura et Antoine Simkine
- Sociétés de production : Roxbury Pictures et Tobina Films
- Société de distribution : DistriB Films (France)
- Budget : 4 000 000 d'euros
- Pays d'origine :  Espagne et  France
- Langue originale : catalan
- Format : couleur
- Genre : Horreur, fantastique
- Durée : 105 minutes
- Dates de sortie :
  - France : 10 octobre 2012
  - Espagne : 1er février 2013
  - Portugal : 19 septembre 2013
- Interdit aux moins de 16 ans

## Distribution
- Alex Brendemühl : David Martel
- Irene Montalà : Anaïs
- Derek de Lint : Professeur Holzmann
- Tómas Lemarquis : Berkano
- Juan Diego : Adán

## Production

### Développement
Pour son premier long-métrage, le réalisateur Juan Carlos Medina a écrit le scénario pendant six ans avant qu'il ne l'achevât avec Luiso Berdejo, le scénariste du premier volet REC de Paco Plaza et de Jaume Balagueró (2007).

### Tournage
Les scènes du film ont été filmées entre le 17 juillet 2011 et le début de septembre dans la région de l'Aragon (communauté autonome), dans la province de Huesca, dans les Pyrénées et dans les studios Parc Audiovisual de Catalunya en Espagne.

## Promotion

### Festivals
Insensibles a été présenté le 8 septembre 2012 au Festival international du film de Toronto au Canada avant de passer par le Festival du film de Londres, le 11 octobre 2012.
Il était également en sélection officielle au Festival européen du film fantastique de Strasbourg en septembre 2012 où il a remporté le Méliès d'argent, gagnant ainsi sa nomination pour le Méliès d'or 2012.
Le film a été également traduit en russe par le traducteur Andrey Efremov et présenté au Festival du Film européen indépendant VOICES dans la ville russe de Vologda en 2014. 

## Sorties
Après avoir projeté le premier long-métrage de Juan Carlos Medina à L'Étrange Festival ayant lieu entre 6 au 16 septembre à Paris, les Espagnols le verront dans les salles de cinéma à partir du 1er octobre 2012 et les Français, le 10 octobre 2012.